# Pelophryne brevipes
Pelophryne brevipes es una especie de anfibio anuro de la familia Bufonidae.
Se encuentra en Indonesia, Malasia, Filipinas y Singapur.
Su hábitat natural incluye bosques secos tropicales o subtropicales, ríos permanentes e intermitentes y marismas intermitentes de agua dulce. 